# ستانلي بروسينر
ستانلي بن بروسينر (بالإنجليزية: Stanley Ben Prusiner) ـ (ولد في 28 مايو 1942) هو طبيب أعصاب وعالم كيمياء حيوية أمريكي. يعمل حالياً مديراً لمعهد الأمراض العصبية التنكسية (بالإنجليزية: Institute for Neurodegenerative Diseases) بجامعة كاليفورنيا في سان فرانسيسكو. اكتشف بروسينر البريونات، وهي نوع من الجراثيم الممرضة النعدية التي تتكاثر ذاتياً وتتكون فقط من بروتين. حصل بروسينر على جائزة ألبرت لاسكر للأبحاث الطبية الأساسية سنة 1994 وجائزة نوبل في الطب سنة 1997 لأبحاثه عن البريونات.
ولد بروسينر في دي موين بولاية آيوا، وقضى طفولته بين دي موين وسنسيناتي بولاية أوهايو، حيث درس بمدرسة وولنت هيلز الثانوية (بالإنجليزية: Walnut Hills High School). حصل بروسينرعلى درجة البكالوريوس في العلوم من جامعة بنسلفانيا متخصصاً في الكيمياء، ثم تخرج في مدرسة الطب بجامعة كاليفورنيا في سان فرانسيسكو وعمل طبيباً مقيماً في تخصص الأمراض الباطنة بنفس الجامعة. بعد ذلك انتقل بروسينر إلى المعاهد الوطنية للصحة، حيث درس إنزيمات الغلوتاميناز في بكتيريا الإشريكية القولونية في مختبر إيرل ستيدمان.
وبعد أن قضى بروسينر ثلاث سنوات في المعاهد الوطنية للصحة عاد إلى مدرسة الطب بجامعة كاليفورنيا في سان فرانسيسكو ليستكمل عمله كطبيب مقيم في تخصص طب الأعصاب، وما إن أنهى الفترة المطلوبة سنة 1974 حتى التحق بالعمل في قسم طب الأعصاب بمدرسة الطب بجامعة كاليفورنيا في سان فرانسيسكو، ومنذ ذلك الحين تنقل بروسينر في المناصب الأكاديمية في كل من جامعة كاليفورنيا في سان فرانسيسكو وجامعة كاليفورنيا في بيركلي.

## حصوله على جائزة نوبل
حصل بروسينر على جائزة نوبل في الطب سنة 1997 لأبحاثه التي ألقت الضوء على سبب اعتلال المخ إسفنجي الشكل (جنون البقر) ونظيره عند البشر «داء كروتزفيلت-جاكوب». وقد استخدم بروسينر مصطلح "بريون" لأول مرة في ذلك البحث، مشتقاً المطلح من كلمتي proteinaceous (بروتيني) وinfectious (معدٍ).

## عضويته في الأكاديميات المتخصصة
انتخب بروسينر لعضوية الأكاديمية الوطنية (الأمريكية) للعلوم سنة 1992، ثم انتخب عضواً بمجلس إداتها سنة 2007. كما انتخب لعضوية الأكاديمية الأمريكية للفنون والعلوم سنة 1993 والجمعية الملكية سنة 1996 والجمعية الفلسفية الأمريكية سنة 1998 والأكاديمية الصربية للعلوم والفنون سنة 2003 ومعهد الطب.

## الجوائز
- جائزة بوتامكين لأبحاث داء ألزهايمر، من الأكاديمية الأمريكية لطب الأعصاب (1991)
- جائزة ريتشارد لونسبيري للبحث العلمي فائق التميز في مجال البيولوجيا والطب، من الأكاديمية الوطنية للعلوم (1993)
- جائزة مؤسسة غيردنر الدولية (1993)
- جائزة ألبرت لاسكر للأبحاث الطبية الأساسية (1994)
- جائزة باول إرليخ من جمهورية ألمانيا الاتحادية (1995)
- جائزة فولف في الطب من مؤسسة فولف الإسرائيلية (1996)
- جائزة كيو الدولية للعلوم الطبية (1996)
- جائزة لويزا غروس هورويتز من جامعة كولومبيا (1997)
- جائزة نوبل في الطب (1997)
- وسام بنجامين فرنكلن (1998)

## وصلات خارجية
- ستانلي بروسينر على موقع الموسوعة البريطانية (الإنجليزية)
- ستانلي بروسينر على موقع مونزينجر (الألمانية)
- ستانلي بروسينر على موقع إن إن دي بي (الإنجليزية)